# 파르지팔

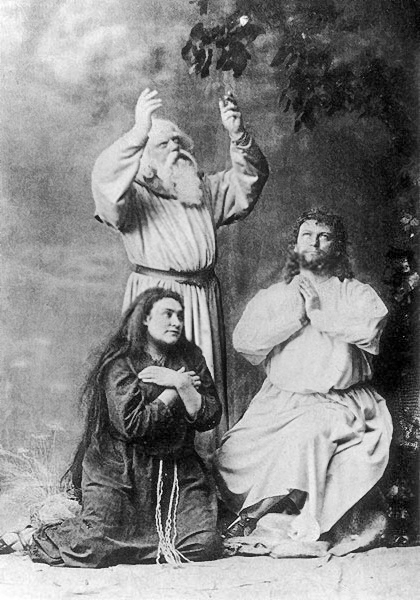

파르지팔(독일어: Parsifal, WWV 111)은 리하르트 바그너가 작곡하고 대본을 작성한 막의 독일어 오페라이다. 볼프람 폰 에셴바흐의 파르치팔(Parzival)을 기초로 대본을 작성하였다. 1882년 7월 26일 바이로이트에서 헤르만 레비의 지휘로 초연되었다.

## 악기 편성
플루트3, 오보에3 (3번은 잉글리쉬 호른 겸함), 클라리넷3(3번은 베이스 클라리넷 겸함), 바순3(3번은  콘트라바순 겸함), 호른4, 트럼펫3, 트롬본3, 튜바, 팀파니2, 작은북, 선더시트, 교회종6, 튜블러벨2(하나는 일반, 하나는 3m), 하프2, 현5부
무대 뒤, 별도: 트럼펫6, 트롬본6
<니벨룽겐의 반지> 이래의 4관 편성의 흔적이 남아 있다. 이 곡은 니벨룽의 반지 다음으로 팀파니 2대가 편성되어 있다.

## 연주시간
- 서곡 14분, 1막 1시간 45분(105분), 2막 1시간 10분(70분), 3막 1시간 20분(80분)
- 총연주시간 : 4시간 30분

## 등장인물
- 암포르타스(성배의 수호자) 바리톤
- 티투렐(그의 아버지) 베이스
- 구르네만츠(성배를 지키는 기사) 베이스
- 파르지팔(순진무구한 바보) 테너
- 클링조르(사악한 마술사) 베이스- 바리톤
- 쿤드리(여자 마법사) 소프라노

## 줄거리
- 시대: 중세
- 장소: 스페인 몬살바르트 성 사원, 마법사 클링조르의 성

### 배경설명
이 오페라를 제대로 감상하기 위해서는 오페라 스토리의 배경을 알고 있어야 하기 때문에 간략하게 언급한다.
성배(聖杯, Holy Grail)는 복음서에 나오는 예수와 12제자들의 최후의 만찬에 사용된 잔이다. 항목에 있듯이 예수는 이 만찬에서 술잔에 포도주를 담아 제자들에게 권하면서 "이것은 나의 몸이다. 또는 이것은 나의 피이다, 이것을 마실 때마다 나를 기억하라"와 같은 이야기를 했는데, 이 일화가 나중에 중세의 성배의 전설로 이어진다. 한편 성창(聖槍, Holy Lance)은 예수가 십자가에 매달려 사망한 후 로마 병사가 그의 죽음을 확인하기 위해 예수의 옆구리를 찔렀던 창으로, 이 병사의 이름을 따서 흔히 롱기누스의 창이라고 한다. 이 창은 켈트족 전설에 나오는 항상 피가 묻어 있는 창의 이야기와 맞물려서 성배 못지 않게 중세인들의 상상력을 자극했다. 신앙심이 깊고 위대한 기사 티투렐은 성창과 성배를 구한 후, 스페인 북부에 있는 몬살바트 성에 이 성배와 성창을 보관하고 이 보물들을 수호하기 위한 성배 기사단을 조직한다. 이후 티투렐은 나이가 들자 자신의 아들 암포르타스에서 성배 기사단장직을 물려준다.
한편 티투렐 시절 클링조르라는 인물이 몬살바트성에 찾아와 성배기사단이 되고 싶다고 했는데, 기사단에서는 그가 믿을 수 없는 사람이며 성유물을 차지하려는 흑심을 품고 있다고 생각해서 받아주지 않았다. 클링조르는 이에 앙심을 품고 복수를 위해 흑마법사가 되었으며, 몬살바트 성 근처의 숲에 정원을 차려놓고 자신의 마법에 걸린 여인들을 이 곳으로 불러 모은다. 이 여인들은 지속적으로 성배수호 기사단의 기사들을 유혹하여 타락시키면서 성배 수호 임무를 방해한다. 오페라에 나오는 쿤드리도 이 저주에 걸린 여인 중 한명인데, 평소에는 매우 순수하고 순박한 여성이지만 클링조르의 마법이 작동되면 남자를 유혹하는 꽃뱀이 되어 버린다.
부친에 이어 성배 기사단장이 된 암포르타스는 클링조르를 처단하기 위해 성창을 들고 클링조르의 본거지로 쳐들어간다. 하지만 경험과 전술력이 없이 혈기만 가득찼던 암포르타스는 저주에 걸린 여인들의 유혹을 이기지 못하고 오히려 클링조르에게 성창을 빼앗기고, 싸움 도중에 이 성창에 찔려서 큰 부상을 입는다. 부상을 입은 암포르타스는 몬살바트 성으로 돌아와 온갖 약과 치료법을 써보고 성배(聖杯)앞에 예배도 드리면서 상처가 치유되기를 바라지만 전혀 차도가 없이 오히려 고통만 가중된다. 성배는 직접 치료의 기적을 내리는 대신 '순수한 바보가 나타날 것이고 그가 당신을 고통으로부터 벗어나게 해 줄테니 참고 기다려라'라는 메시지를 준다. 이에 부상을 당한 암포르타스를 대신해서 성배 기사단을 이끌고 있는 노장 기사 구르네만츠가 성배의 메시지를 찾아 나서는 상황에서 오페라가 시작된다.

### 1막
- 1장 스페인 북부 성배 수호 기사들이 있는 몬살바트 성 근처.

구르네만츠가 시종들을 깨워서 암포르타스 왕이 목욕을 하러 올테니 준비하라고 지시한다. 잠시 후 쿤드리라는 여인이 말을 타고 와서는 왕의 부상을 치료할 아라비아의 약 바르삼을 가져왔으며 이게 듣지 않는다면 더 이상 약으로는 그 부상을 치료할 수 없을 거라고 한다. 이윽고 암포르타스가 나타나서 쿤드리의 노력에 감사를 표한다. 하지만 암포르타스는 이 약에 별 기대를 하지 않고 '순수한 바보가 너를 구원할 것이다'라는 성배의 메시지를 반복하면서 자신의 부상을 고치려면 순수한 바보가 필요할 것이라고 이야기한다. 왕이 목욕하러 떠나자 시종들은 쿤드리를 마법에 걸린 이교도라고 비난하고 쿤드리가 이를 음해라고 받아치면서 말싸움이 벌어진다. 구르네만츠가 이를 말리면서 매우 길고 장황한 이야기를 시작하는데, 티투렐이 성배와 성창을 천사로부터 건네받은 이야기, 클링조르가 앙심을 품고 복수를 계획 한 이야기, 암포르타스가 낫지 않는 부상을 입게 된 이유 등등 전술한 이 오페라의 배경을 설명하는 부분이다.
그 때 호수 쪽에서 날아다니던 야생 백조 한 마리가 화살에 맞아서 떨어지고, 기사들과 시종들이 화살을 쏜 젊은이를 붙잡아온다. 이 젊은이는 파르지팔이라는 인물로, 사람들이 왜 백조를 죽이냐고 비난하자 파르지팔은 적반하장으로 자기는 뭐든지 다 맞출 수 있다고 자랑한다. 구르네만츠가 신성한 숲에서 살생을 하는 것은 옳지 않으며 게다가 왕이 목욕중인 상황에서 무기를 쓰는 것은 매우 불경한 행동이라고 꾸짖자 파르지팔은 활과 화살을 부러트리며 몰라서 그랬다고 태연하게 답한다. 구르네만즈는 파르지팔의 철없는 행동을 보고 그가 성배의 메시지에 나오는 순수한 바보일지 모른다고 생각하고 그를 성찬식을 치르는 성전으로 데려간다. 여기서 무대가 바뀌면서 장면전환음악이 나온다.
- 2장 성전 안

성전에서는 장엄한 성찬식이 거행되고 있으며 파르지팔은 한쪽에서 지켜보고 있다. 이 예식의 목적은 암포르타스의 기력을 회복하고 부상을 치유하기 위한 것. 예식이 거행되는 중 티투렐이 나타나 아들 암포르타스에게 기력을 회복하기 위해 성배의 덮개를 열라고 하지만 암포르타스는 성배를 볼 경우 목숨이 연장되는데 이런 고통을 겪고 오래 사느니 그냥 빨리 죽고 싶다면서 거부한다. 하지만 티투렐이 재차 덮개를 열라고 명령을 하고 기사들이 이에 따라 덮개를 연다. 상처가 재발한 암포르타스가 고통스러워하자 기사들이 그를 가마에 태워 데리고 나간다. 의식이 끝난 후 구르네만츠가 파르지팔에게 무엇을 깨달았느냐고 묻는데, 파르지팔은 아무것도 깨닫지 못하고 느낀 것도 없다고 답한다. 이 답변에 실망한 구르네만즈는 그가 성배의 메시지에서 말한 순수한 바보가 아니라 말그대로 아무것도 모르는 멍청이에 불과하다고 생각하고 파르지팔을 성전에서 내쫓는다.

### 2막
- 클링조르의 마법의 성

클링조르는 마법에 의하여 깊은 잠에 빠져있는 쿤드리를 깨운 후 가서 성배의 기사들을 유혹하라고 요구한다. 쿤드리는 거부하려고 하지만 클링조르의 마법에 걸려서 벗어나지 못한다. 이 때 파르지팔이 클링조르의 성으로 들어오려고 하는데 클링조르의 부하들이 막아서지만 파르지팔의 적수가 되지 못한다. 클링조르는 쿤드리에게 파르지팔을 유혹하라고 명령하면서, 혹시나 너의 유혹을 거부하는 자가 있다면 나의 마법으로부터 벗어날 수 있다고 이야기해준다.
- 클링조르 성의 정원(庭園)

파르지팔이 정원에 도착하자 정원에 있던 클링조르의 처녀들이 몰려들어서 파르지팔이 클링조르의 부하이자 자신들의 애인들에게 부상을 입힌 것을 원망한다. 파르지팔은 자기를 막아섰기 때문에 물리친 것 뿐이라고 건조하게 이야기하고, 이에 처녀들은 자신들을 즐겁게 해줄 남자들이 없어졌으니 대신 파르지팔에게 자신들과 놀아달라고 요구하면서 유혹하기 시작한다. 처녀들이 서로 파르지팔을 차지하기 위해 자신의 아름다움을 과시하면서 싸움을 벌이는데, 부담을 느낀 파르지팔은 자리를 피해버린다. 이 때 갑자기 쿤드리가 나타나자 처녀들은 겁을 먹고 모두 달아난다. 마법에 걸린 쿤드리는 아름다운 여인으로 변해 있기 때문에 파르지팔은 그녀가 쿤드리인지 알아보지 못한다. 쿤드리는 파르지팔에게 당신의 이름이 파르지팔이라고 알려주고 이때 파르지팔은 비로소 자신의 이름을 알게 된다. 쿤드리는 이어서 파르지팔에게 부친과 모친에 대해 이야기를 해 주는데, 그가 떠난 후 모친이 슬픔에 빠진 채 죽었다고 상기시키면서 이제 모친 대신 자신이 파르지팔에게 사랑을 베풀겠다면서 그를 유혹하고, 이에 두 사람이 키스를 한다. 하지만 키스를 하던 파르지팔은 갑자기 가슴에 통증을 느끼고 쓰러지는데, 이 때 몬살바트 성 성전에서 성배의식을 치를 때 암포르타스가 괴로워하던 장면이 떠오른다. 유혹을 받는 순간 암포르타스가 느꼈던 고통을 파르지팔도 느끼게 된 것. 놀란 쿤드리가 자신을 받아달라고 하지만 쿤드리가 자신을 유혹하고 있다는 것을 깨달은 파르지팔은 쿤드리를 밀어낸다.
쿤드리는 왜 암포르타스의 고통은 느끼면서 자신이 저주를 받은 것은 느끼지 못하냐고, 자신의 저주를 풀어달라고 애원하지만 파르지팔은 이를 거부하면서 암포르타스왕에게 가겠다고 한다. 이에 쿤드리는 파르지팔을 비웃으면서 암포르타스를 유혹해서 클링조르에게 성창을 빼앗기고 부상을 입게 만든 것이 자신이라면서 당신도 자신을 거부할 수 없을 것이라고 한다. 파르지팔이 쿤드리를 비난하자 상황이 여의치 않다는 것을 깨달은 클링조르가 성창을 들고 나타난다. 클링조르는 성창으로 파르지팔을 죽이려고 하지만 성창이 파르지팔 옆으로 빗나가버리고, 이에 파르지팔이 성창을 잡아챈 후 클링조르를 되찌른다. 성창에 찔린 클링조르는 그대로 사라지고 더불어 클링조르의 성도 무너져 내린다. 파르지팔은 쓰러져 있는 쿤드리에게 '내가 어디로 가는지 너는 잘 알 것이다'라고 이야기하며 암포르타스 왕을 만나러 가겠다고 한다.

### 3막
- 1장: 시간이 흐른 후, 몬살바트 성의 야영지.

배경상으로 2막 이후 세월이 많이 흘렀다. 나이가 들어 기사단에서 은퇴한 구르네만츠는 기척이 들려서 자신의 숙소에서 나오는데, 숙소 앞에 쿤드리가 서 있었다. 쿤드리는 이제 당신을 위해 일하겠다고 이야기하면서 이것저것 허드렛일을 시작하는데, 구르네만츠가 자신은 이미 은퇴했기 때문에 하인이 필요 없다고 만류한다.
두 사람이 이야기를 나눌 때 멀리서 완전무장을 한 흑기사(黑騎士)가 말을 타고 방패와 창을 들고 다가오다가 풀밭에 앉는다. 구르네만츠는 흑기사에게 누구냐고 물으면서 오늘은 성찬식이 있는 날이기 때문에 무기를 손에 쥐는 것은 불경한 행동이라고 하자 흑기사는 방패와 칼을 땅에 내려놓은 후 창을 땅에 꼽고 투구를 벗는다. 이 흑기사는 바로 순수한 바보 파르지팔. 구르네만츠는 그가 땅에 꼽은 창이 성창이라는 것을 알아채고 크게 놀라는데, 파르지팔은 자기가 바보였을 때 암포르타스의 고통을 깨닫고 그가 구원을 받을 수 있도록 고행의 과정을 겪었으며 이제서야 창을 갖고 왔다고 이야기한다. 파르지팔은 지쳤는지 이 말을 마치고 땅에 주저앉는데, 쿤드리가 그를 간호한다.
구르네만츠는 기적이 일어났다고 크게 기뻐하면서 그간 암포르타스는 계속 고통으로 고생을 했고 기사들은 신념을 잃어버렸다고 한탄을 한다. 이어 파르지팔에게 당신이 암포르타스를 치료하고 성배의 기사들에게 희망을 줄 수 있을 것으로 믿는다고 하면서 파르지팔에게 세례를 주고, 이제부터 파르지팔을 왕으로 모시며 자신은 신하가 되겠다고 한다. 파르지팔은 성배의 기사가 된 후 첫 의식으로 쿤드리에게 세례를 주면서 2막에서 벌어졌던 사건에 대해 이야기하는데, 구르네만츠는 그 사건이 성 금요일(성 요한의 축일)의 마법이라고 이야기해준다.
- 2장: 성배예식을 치르는 전당

성배의식이 시작되자 한쪽에서는 성창을 보지 못하고 죽은 티투렐의 시신을 담은 관이 들어오고 다른 쪽에서는 부상당한 암포르타스를 태운 가마가 들어온다. 기사들이 선왕 티투렐을 위한 성찬식을 시작하려고 하자 암포르타스는 더 이상 성배를 보고 고통스러운 삶을 연장하고 싶지 않다면서 제발 죽여달라고 비명을 지른다. 다들 어찌할 바를 몰라서 당황하는 사이, 성창을 든 파르지팔이 암포르타스에게 다가간다. 파르지팔은 창끝을 암포르타스의 상처에 대면서 당신을 상처 입힌 이 창으로만 당신을 치료할 수 있으며 이제 치료가 되었다고 이야기한다. 그리고 이제 성배 수호 임무는 파르지팔 자신이 하겠다고 선언한다. 암포르타스는 오랫동안 괴롭혔던 상처와 고통에서 드디어 해방이 되었다면서 감격해하고 파르지팔의 선언도 받아들인다. 파르지팔이 제단에 놓여진 성배 앞에서 기도를 하자 하늘에서 합창소리가 들리고 이어 파르지팔은 성창을 들어 기도하고 있는 기사들을 축복한다.

## 서곡
매우 느리게, 근원적으로. (Sehr langsam. An der Quelle.) 내림가장조, 4/4박자.
바그너 자신은 서곡은 극적이 아닌 근원적으로 연주되어야 한다고 말한 것으로 알려졌다. 또 그가 루트비히 2세 때문에 쓴 주석에는 "사랑-신앙-:희망?"라고 기록되고 있다. 서곡에서는, 주로 "애찬의 동기"(잉글리쉬 호른, 클라리넷, 바순, 약음기가 있는 바이올린, 첼로), "성배의 동기"(금관의 차례상행). 독일의 찬송가 드레스덴 아멘을 차용하며 신앙의 동기(호른, 트럼펫)를 다룬다. 특히 "애찬의 동기"는, 다양한 종류의 악기를 거듭하는 것으로 악기의 독자적인 울림이 희미해지고 있어 이것은 바이로이트 축제극장의 상연을 의식한 음색으로 보여진다. 로엔그린 전주곡이 가장조인데 반해, 파르지팔 서곡이 그보다 반음 낮은 내림가장조로 쓰여 있는 것도 보다 부드럽고 웅크린 듯한 분위기를 표출하는 데 도움이 되고 있다고 생각된다.곡은 점점 무겁게 드러나다가, 이윽고 "성배의 동기"가 희망을 반영하듯 반복되면서 마지막엔 목관악기의 종결음으로 끝난다.

## 같이 보기
- 파르치팔
- 볼프람 폰 에셴바흐
- 성배